# Berneuchener Bewegung
Die Berneuchener Bewegung ist eine kirchliche evangelische Bewegung, die in der ersten Hälfte des 20. Jahrhunderts entstanden ist. Ziele der Bewegung sind die Reform der Kirche und ihres gottesdienstlichen Lebens sowie gegenseitige seelsorgerliche und spirituelle Begleitung.

## Geschichte
Die Berneuchener Bewegung entstand 1922 aus Kreisen der evangelischen Jugendbewegung heraus. Zu den Gründern gehörten u. a. Karl Bernhard Ritter, Wilhelm Stählin und Carl Happich. Ritter wurde ihr erster Leiter (Ältester). Hintergrund waren die radikalen Veränderungen von Gesellschaft und Kirche durch den Ersten Weltkrieg, die von den Initiatoren als tiefe Krise und Herausforderung zu einem Neubeginn wahrgenommen wurden. Vertreter mehrerer kirchlicher Jugendbünde kamen in Angern bei Magdeburg zusammen, um über neue Wege zu beraten. Von 1923 bis 1927 folgten jährliche Treffen auf dem Rittergut Berneuchen im Kreis Landsberg in der Neumark. Gastgeber waren der pensionierte General Rudolf von Viebahn und seine Frau Luise, eine Tochter des Berneuchener Teichwirtschaftspioniers Max von dem Borne.
Waltraut von Lamezan beschreibt 1993 die Ausgangssituation:
Es traf sich ein „Kreis junger Menschen, die die Sorge umtrieb, daß die Kirche, so wie sie sie erlebten, nur noch eine Fassade sei. Die Nachkriegsgeneration suchte religiöse Erfahrungen, traf aber in der Kirche auf eine ihr gänzlich unverständliche Lehre, auf verbürgerlichte Lebensformen und auf Gottesdienste, deren Stil für sie nichts Anziehendes haben konnte. Die Menschen, die sich in Berneuchen trafen, resignierten nicht, wollten auch dieser Kirche nicht den Rücken kehren, sondern suchten nach Wegen, wie die Kirche von innen her erneuert werden könnte.“
1926 wurde das von Wilhelm Thomas, Ludwig Heitmann, Karl Bernhard Ritter und Wilhelm Stählin verfasste Berneuchener Buch veröffentlicht. Es sollte der Kirche einen Weg zum Aufbruch zeigen. Neben den Autoren wurde die Programmschrift von 66 weiteren Personen unterzeichnet, darunter Paul Tillich und Ernst Schwebel. Die einzigen beiden Frauen unter den Unterzeichnenden waren Ruth von Kleist-Retzow, Großmutter mütterlicherseits von Dietrich Bonhoeffers Verlobter Maria von Wedemeyer, und Anna Paulsen.
Die Schwester von Maria von Wedemeyer, Ruth-Alice von Bismarck, beschreibt die Berneuchener Bewegung so:

„Die Berneuchener Bewegung fragt nach sakramentaler Erneuerung der Kirche. Sie will einüben in eine Haltung, die alles von der Zuwendung Gottes erwartet und sie mit Lobpreis in Singen, Beten und Tun beantwortet. Sie will eine zu stark sünden- und karfreitagsbezogene Kirche in eine fröhliche Osterkirche verwandeln. So legt sie Wert auf liturgische Farben anstelle des Schwarz, feiert das Abendmahl als Freudenmahl, übt brüderliche Seelsorge und Beichte und verpflichtet zu festen Text- und Gebetsordnungen, die den Reichtum des Kirchenjahres entfalten.“

Dietrich Bonhoeffer selbst, der in seiner Zeit am Finkenwalder Predigerseminar an geistlichem Leben lebhaft interessiert war, trat der Berneuchener Bewegung nicht bei. Er geriet mit ihren Vertretern im pommerschen Bruderrat, insbesondere Friedrich Schauer, bis zum völligen Bruch hart aneinander.

## Zweige
Zur Berneuchener Bewegung gehören heute der Berneuchener Dienst, die Michaelsbruderschaft und die Gemeinschaft St. Michael. Alle drei geistlichen Gemeinschaften setzen den Schwerpunkt auf die Feier der Eucharistie in Form der evangelischen Messe, auf Stundengebete, tägliche Lesung der Heiligen Schrift und auf Meditation.
Das gemeinsame Zentrum aller Gemeinschaften ist das Haus Kloster Kirchberg bei Sulz am Neckar.

### Michaelsbruderschaft
Die Michaelsbruderschaft entstand durch eine Zusammenkunft von 22 Brüdern in der Kreuzkapelle der Marburger Universitätskirche an Michaelis (29. September) 1931. Die Bruderschaft sieht sich als „eine verbindliche Gemeinschaft von Männern, Pfarrern und Laien, innerhalb der Kirche Jesu Christi“. Zu ihr gehören Brüder aus acht verschiedenen Konfessionskirchen. Die Jungbruderschaft ist ein eigener Konvent der Bruderschaft und nimmt junge Frauen und Männer auf, die für die Zeit ihrer Ausbildung oder ihres Studiums nach einem verbindlichen geistlichen Leben suchen.
Etwa ein Drittel der Bruderschaft sind Pfarrer. Sie legt Wert darauf, keine Pfarrbruderschaft zu sein, sondern eine Verbindung von Männern, die nach einer gestalteten Spiritualität suchen. Die Evangelische Kirche im Rheinland vertraute der Michaelsbruderschaft in den 1990er Jahren die Durchführung von Rüstzeiten für den theologischen Nachwuchs an. Besonders im Bereich der Liturgie haben Michaelsbrüder vielfach die Sprache von Agenden mitgeprägt.
Geleitet wird die Michaelsbruderschaft durch einen sogenannten Ältesten.

### Gemeinschaft Sankt Michael
Die Gemeinschaft Sankt Michael entstand 1989 in Borchen als Gemeinschaft von Männern und Frauen, die sich dem Berneuchener Erbe in gleicher Weise verpflichtet fühlen.

### Berneuchener Dienst
Der Berneuchener Dienst ist eine geistliche Gemeinschaft von Frauen und Männern, welche die Anliegen der Berneuchener Bewegung mittragen und weiterführen. Sie ist ökumenisch offen und pflegt ein ganzheitliches Verständnis von Spiritualität. In regionalen Konventen finden Zusammenkünfte mit Eucharistiefeier, Besinnung, Begegnung und Gespräch statt.

## Bekannte Mitglieder der Michaelsbruderschaft
- Philipp von Bismarck
- Walter Blankenburg
- Leopold Cordier
- Hans Dombois
- Martin Flämig
- Horst Folkers
- Otto Heinrich von der Gablentz
- Herbert Goltzen
- Hans Bernd von Haeften[3]
- Otto Haendler
- Ludwig Heitmann
- Arndt von Kirchbach
- Heinrich Kloppenburg
- Manfred Knodt
- Adolf Köberle
- Lothar Kreyssig
- Herbert Krimm
- Axel Werner Kühl
- Gerhard Langmaack
- Christian Lahusen[4]
- Hartmut Löwe
- Christhard Mahrenholz[5]
- Alfred Dedo Müller
- Erich Müller-Gangloff
- Holger Müller
- Karl Ferdinand Müller
- Kurt Müller-Osten
- Hans-Rudolf Müller-Schwefe
- Reinhard Mumm
- Alfred Niebergall
- Joachim Pfannschmidt
- Albrecht Peters
- Arno Pötzsch
- Kurt Reuber
- Karl Bernhard Ritter, erster Ältester der Bruderschaft
- Friedrich Schauer
- Hans-Christoph Schmidt-Lauber
- Ernst August Schwebel
- Paul Sinkwitz
- Wilhelm Stählin
- Theodor Steltzer
- Hans-Joachim Thilo
- Helmuth Uhrig
- Alexander Völker
- Hans von Wedemeyer
- Heinz Wunderlich
- Christian Zippert